# Olympische Sommerspiele 1992/Teilnehmer (Kuwait)
| Gelbes Symbol für Goldmedaillen mit stilisierten Olympischen Ringen | Graues Symbol für Silbermedaillen mit stilisierten Olympischen Ringen | Braundes Symbol für Bronzemedaillen mit stilisierten Olympischen Ringen |
| ------------------------------------------------------------------- | --------------------------------------------------------------------- | ----------------------------------------------------------------------- |
| —                                                                   | —                                                                     | —                                                                       |

Kuwait nahm an den Olympischen Sommerspielen 1992 in Barcelona, Spanien, mit einer Delegation von 32 Sportlern (allesamt Männer) teil.

## Teilnehmer nach Sportarten

### Fechten
- Mohamed al-Hamar
Degen, Einzel: 47. Platz

### Fußball
- Herrenteam
16. Platz

- Kader
Abdullah Saihan
Ahmad Hajji
Ali al-Hadiyah
Fahad Marzouq
Falah al-Majidi
Hamad al-Easa
Hussain al-Khodari
Jasem al-Huwaidi
Fawaz al-Ahmad
Mansour Mohamed
Meshal al-Anzi
Mohamed al-Kaledi
Mohamed Ben Haji
Nawaf al-Dhafari
Osama Abdullah
Salammah al-Enazy
Sami al-Lanqawi
Thamer al-Enazy
Youssef al-Dokhi

### Gewichtheben
- Redha Shaaban
i. Schwergewicht: 21. Platz

### Judo
- Ali Heidar Ali Mohamed
Superleichtgewicht: 19. Platz

- Hussain Mohamed Hassan
Halbleichtgewicht: 24. Platz

### Leichtathletik
- Zeyad al-Khudhur al-Enazy
110 Meter Hürden: Vorläufe

- Abdul Marzouk al-Yoha
Dreisprung: 16. Platz in der Qualifikation

- Waleed al-Bekheet
Hammerwerfen: 25. Platz in der Qualifikation

- Ghanem Mabrouk Johar
Speerwerfen: Keine Höhe

### Schießen
- Fehaid al-Deehani
Trap: 29. Platz

- Nayef al-Daihani
Skeet: 42. Platz

### Schwimmen
- Jarrah al-Asmawi
100 Meter Freistil: 69. Platz
100 Meter Rücken: 51. Platz
100 Meter Schmetterling: 60. Platz

- Sultan al-Otaibi
200 Meter Rücken: 40. Platz
200 Meter Brust: 48. Platz
200 Meter Lagen: 44. Platz

- Ayman al-Enazy
100 Meter Brust: 53. Platz
200 Meter Brust: 49. Platz